# ケロロ
ケロロは、吉崎観音作の漫画『ケロロ軍曹』およびその関連作品に登場する架空のキャラクターであり、同作品の主人公。
担当声優は渡辺久美子。
作品中には「ケロロ」と呼ばれているケロン人がもう1人存在するが、この項目では主人公である「ケロロ小隊隊長」のケロロについて解説する。

## 人物
地球侵略を企む特殊部隊・ケロロ小隊の隊長。ガマ星雲第58番惑星の「ケロン星」から地球を侵略するために地球へとやって来たが、日向家の一員として居候しているカエル型宇宙人。ケロン軍での階級は軍曹（OR-6）。
自己紹介の際には「ガマ星雲第58番惑星 宇宙侵攻軍特殊先行工作部隊隊長 ケロロ軍曹」というのが最も多い肩書きである。
誕生日は地球周期で12月9日。身長は55.5cm、体重は5.555kg（一時、5kg以下になったこともある）。体脂肪率は30%。

### 外見
体色は緑色。黒目と白目がハッキリした真ん丸い目をしている。
赤色の星マークが額の部分についた黄色の帽子をかぶっている。この帽子はケロン軍からの支給品であり、なくすと軍法会議ものになるらしい。またケロロが強い衝撃を受けてこの星が取れかかり、そのときに糸のようなもので帽子とつながっている描写があったり、至近距離で爆発などを受けると取れることがあったりするが、アニメ版でこの星がレントゲン写真に映っている描写もある。なお、この帽子は着脱が可能で、一緒に脱皮する。
おなかには黄色の星マークがあり、これを「☆」（「ケロンスター」と読む）という。ケロン軍によるとこれが隊長の証となるようで、つまりこの☆を剥奪されることは隊長の指揮権を剥奪されることと同義であり、ケロンスターを奪われるとケロン軍から登録を抹消されるとのこと。また侵略部隊の引き継ぎ時には、旧部隊隊長から新部隊隊長へ☆が渡されることで、新部隊のその惑星における活動指揮権も譲渡されることとなる。
なお、幼年期時代は星がなく縁のある黄色い帽子をかぶっていたこともある。この時からお腹に星のマークを付けていたが、原作では「これはレプリカだった」と説明されている。
アニメでは3代目エンディングにおいて「おでこの星が隊長の証である」というような表現があったが、実際は同じくお腹の星がケロンスターである。
強い衝撃を受けると黒いアフロヘアーになる。この現象は本物のケロロを見分けるのに強い衝撃を与える方法が使われたことがある。
アニメ初期ではボール体に変身できた。
体には「超次元ポケット」がついていて、それに物を入れて持ち歩くことができる。
原作でのケロロは初期の物と現在の物とはかなり違う。特に、初期の原作1巻ではケロロが被っていた帽子の頭の形が盛り上がっていたが、現在に近付くに連れて平坦になって来ている。また初期は黒目は割と大きめで胴体と足も大きかったが、物語が進むにつれて段々小さくなっていき、原作5-7巻の頃になると初期の頃の外見と現在の外見の中間的な外見になり、徐々に現在のような外見に変わっていった。そして、原作10巻以降からは完全に現在の外見に変わった。なお原作第1話のカラーページでは若干太めだった。
アニメでの描写も初期では目が大きいが1stシーズン終盤以降からは少し小さくなっており、口の回りも若干違う。

### 性格
優柔不断かつ面倒なことは先送りするタイプで、幼年期から「行くなと言ったところに行く」「入るなと言ったところに入る」というような「適当」な部分がある。中間報告書などの提出必須物も期限ギリギリになってから慌てて出すことがほとんどであり、ケロン軍本部からその都度お叱りや忠告を受ける。腹黒さ・ずる賢さも持っており、上記の提出書類も虚偽の内容をいい感じに報告して済まそうとしたことも何回かある。おいしい部分だけを持っていくようなところもあり、この一面については本人が「訓練所で出会ったジョリリの影響を受けている」と語っている。相手の足元を見て物事を判断することも多く、相手より立場が上と認識するとすぐ横柄な態度になり調子に乗る。
その一方でケロン軍からは個体数の少ない「隊長の素質がある者」と認められおり、精神汚染・肉体損傷が激しいと判断された時のためのクローンも用意されている。そのためにケロロ自身も自分のことを「優秀な指揮官」だと思っているが、現在の彼をよく知る人々からは「本当にすごい人だったのか？」と疑問を持たれることも多い。
これらの影響から、ケロロの人徳のなさが証明されるエピソードも数多く存在し、
- 原作第28話・アニメ第15話で裏桃華が突然登場し自分が小隊の隊長になると言い出したとき、小隊員は全員「ケロロの人徳のなさ」を理由に裏桃華についていった。

- 原作第120話ではケロンスターをはがされる事件により、ケロロの人徳のなさが証明された（ケロンスターにはその威厳によってつけている人への周囲の関心を高める力があり、それがあってはじめてケロロへの関心の度合いは通常の人への関心の度合いと同じになっていた）。

- アニメ第216話Aパートでは余分な要素を除いて物事を単純化（圧縮）する機械「圧縮くん」を用いて地球侵略自体を圧縮しようとした際、圧縮くんがケロロを圧縮したことにより「ケロロは地球侵略に不要」と結論付けられてしまった。

- アニメ324話Bパートでは侵略者度が3.2パーセントだった。

また、350話Aパートはモアもケロロ（彼が率いるケロロ小隊）の人徳のなさを認めているようなエピソードが放送された。
などというように、小隊メンバーから裏切られたりすることも多々ある。
なお、ガンプラを壊された時や侵略報告期限で鬼気迫っている時などは性格が凶暴化し、普段では考えられないほどの戦闘力・行動力を発揮する。梅雨時期や湿気の多い場所でも同様のことが起こり、一度極限まで切れるとドロロや夏美ですら手が付けられなくなるが、唯一冬樹だけはこの状態のケロロを止められる。アニメ第64話Aパートでは、湿度99.9%という「“あの頃”の一歩手前」状態となったときは脳も活性化し、天敵であるはずのニョロロを利用した乾燥機の開発にも成功している。また原作第31話・アニメ第43話Bパートでは、節分で国産無農薬大豆を食べたときにも頭がフル回転し、「夏美を鬼にして節分の的にする」という逆襲作戦を敢行して夏美をピンチに追いやったこともある。
しかし、本人なりの良心や責任感は持っており、地球の危機を救うために奮闘したり、小隊全員の健康を願ったり、すき焼きの肉をギロロにあげる・クルルを食事に誘うなど、優しい面もある。特にギロロに対しては普段は生真面目な彼を鬱陶しがりながらも心の底では彼を強く信頼しており、五月病で病床に伏した際は自分の後任として彼を隊長に任命するべく遺言を遺している。

### 日向家との出会い
地球に関する情報を収集するために日向家に潜伏していたところを夏美と冬樹に偶然発見され、あっさり捕獲される（経緯はケロロ小隊の地球侵略を参照）。当初は自身が侵略者であることを夏美と冬樹に偽って密かに地球を侵略しようと日向家への制圧を企んでいたのだが、頼みの綱である武器「ケロボール」を奪われた上に不利を悟った本隊にも見捨てられてしまったため、部下と合流するための手助けの条件として日向家へと厄介になる。
日向家内では居候（本人は"捕虜"だと言っている）という立場であり、日向家の家事を手伝いつつも自分の趣味を楽しみ、日々の生活を満喫をしている。初期の頃こそやりたくなさをにじみ出したような態度で家事の手伝いをするなど満足していないような描写も多かったのだが、物語が進むにつれて仲間との交流や日向家以外の外出先が増えるなど多くの人々との出会いが増えていき、まんざらでもないような描写が増えていく。ただし彼の真の目的はあくまでも地球侵略をすることであり、侵略活動の一環で毎回騒動を起こすたびに家事当番をサボって夏美に怒られたり、罰として当番を増やされたりするのが通例である。
以前は「あの頃軍曹」と呼ばれたほど数々の伝説を残した人物だった。地球に来る前もその功績が多くのケロン人に知れ渡っていたほどであったが、地球で滞在しているうちに段々と能力が衰え、現在では作戦会議でさえもめんどくさがる性格と化してしまった。これはケロロ小隊の地球侵略が進まない弊害にもなっており、アニメではプルル看護長から「重度のガンプラ症候群による侵略への集中力の著しい欠如」だとも指摘された他、精神負荷値も通常のケロン人の108倍というかなりの劣等値が叩き出されている。
上記のように日向家の面々に頭が上がらない一方、対等に自分を含めた小隊の面々と接する彼らに強い恩義を抱いている描写もある。地球に対しても当初は侵略すべき惑星としか見ていなかったが、冬樹や夏美などの地球人の優しさに懐柔され、現在は結構馴染んでいる。

### 趣味・嗜好
趣味は漫画・テレビ・ネットサーフィン・ガンプラ作り。特技はコスプレ・ヤスリがけ。
特にガンプラの作成にはかなり熱心で、実在の模型雑誌「月刊ニュータイプ増刊キャラクターモデル」にコラムの連載「ケロロ軍曹のガンプラ最前線レポウト」を持っていたほど。作中でもほぼガンプラを作っている描写が出てくるが、作っていないプラモ（通称「積んど君」）も大量に存在し、事件の引き金になることがある。さらにアニメでは「（作っていないガンプラを）死ぬまでにすべて作れないかもしれない」と危惧したこともあり、「ガンプラは秦の始皇帝のようになりたくて（兵馬俑のつもりで）集めている」と発言したこもある。なおこのガンプラへの執念はもはや「偏愛」とも呼べるレベルであり、ガンプラを壊されると必ずといって良いほど恐慌状態に陥る他、この趣味が侵略遅延の原因となっていることも少なくない。
漫画・テレビについては、原作では「ゲロロ酋長」・アニメでは「ゲロロ艦長」のファンとされており、月に一回必ずその作品の載っている雑誌を購入する他、毎週欠かさず番組を予約していたり、関連商品などを見つけては日々買い占めていたりする。ギロロや夏美などを困惑させることもあり、毎月の侵略予算を全てその作品のグッズにつぎ込むこともある。
ネットサーフィンについては「軍曹のお部屋」というホームページを運営しており、それが毎日の楽しみになっている模様。
バナナの皮を見ると滑って転ばずにはいられないほどのお笑い好きであり、バナナの皮やおひねりを見ることで芸人魂に火がつく。そのすごさは『宇宙お笑いスター誕生』で10週連続勝ち抜き、宇宙漫才界にこの人ありと言われたほどであり、たとえ気絶していても「元気ですかぁ〜！」と叫びバナナの皮に向かっていく。そのアクションは度を越えているが、作者の吉崎によると「常に周りの目を意識しているのでしょう。エンターテイナーなのです。」とのこと。しかし最近ではほかのことに夢中でお笑いのセンスを無くしてしまったという。ケロロがバナナの皮で滑って転ぶという行動は場を和ませる効果がある。
その他、オートバイに似た小型ソーサーを通販で入手するなど、オンラインショッピングも趣味のようである。また、小説版ではネットオークションのマニアだという描写も登場している。
手先が器用な一面もあり、ガンプラの作成はもちろん、小型ソーサーの修理や点検を自分自身で行う描写もある。

### 能力
日向家の生活で日々家事・炊事をしているため掃除がプロ並みに得意であり、「電子レンジには小麦粉をまいてから掃除する」「畳は茶葉を乾かして粉にしたものをまいて雑巾で乾拭きをする」など日向家の人々が知らなかった専門的なことまで知っている。アニメ第1話Aパートでは「宇宙最強掃除ガエル」とも表現された。作中でも掃除機をかけている場面がよくみられる。
『空想科学読本』の5巻によると、ケロン人よりも身長の高い地球人と比べて2頭身のケロロが掃除機をかけることはかなり負担のかかるもの（自身の体重の7分の1の力を下にかけなければならない）と考えられるらしく、ケロロは見たところ軽々と地球人同様に掃除機をかけることができるため基本的に体力が高いということがわかる（挿絵には掃除機を持った冬樹とケロロを対比した図が詳しく描かれていた）。実際、夏美がケロロと体が入れ替わった際には家事に苦労していた。
この一面が他の方面で生かされることもあり、アニメではカーリングも得意であることが判明した。
普段体を鍛えている描写はないが、アニメ第171話Aパートにおいてギロロとクロスカウンターを決めてしまった際、ケロロのみならずギロロまで気絶しかけたことから、ギロロ並の体力は一応持ち合わせているようである。泳ぎも得意であり、「アトランティスから来た男泳ぎ」で50mを28秒未満で泳ぐことができる。
原作では縄跳び（ケロン星では「ニョロトビ」というとのこと）も得意で、本人によると「5重跳び」を成功させて「ニョロトビの鬼」と呼ばれていた時代もあったらしい。さらに文章を速く読みあげることもできるようで、巨大ロボット・サイド6の変形時にマニュアルを見ながら相当量の手順を指示したこともある。
また、アニメ2ndシーズンにおいて多くの大会において優勝経験を持っていたことが判明。作中では「意外な過去」と呼ばれ、その一例として「宇宙いきなり団子選手権」で優勝・「第556代宇宙ナゾナゾ選手権」のチャンピオン・「宇宙ババ抜き選手権」のチャンピオンなどが挙げられていた。また「編集の神様」・「地獄のチューナー」と呼ばれたことがあるほど編集と掃除機の改造の腕があるらしい。卓球も得意であり、本人によるとかつては「ケロン星のピンポン愛ちゃん」と呼ばれていたという。
頭はあまり良くなく、幼年訓練所時代もまともに授業を聞いていなったらしく、うろ覚えな用語が何個かある。漢字と数学は小学生並みであるが「吾輩」や「冬樹殿」という字は書けるようである。また秘密基地自爆装置を解除するには納豆を練りこめばよいと思っていたことがあり、その時タママから「発想がサル以下ですぅ」と言われた。
ガンプラを趣味としている割には、工作も得意でないようである。夏美に褒められたのが昂じてスノーケロロを作り上げたり、クルルに頼りっぱなしだったと電波を送って相手を眠らせる侵略兵器「ネロボール」を自作するなど、自ら侵略道具を作ることもある（ただし事情を知らないギロロが蹴飛ばして行方不明になった）。
超☆隊長命令（ちょう たいちょうめいれい）
ケロン軍最高完全絶対権限。“あの頃”とは違い、雰囲気が変わりシルエットに目だけが浮かぶ。威圧だけでゾルルを意気消沈させ（アニメ第336話Aパート）、暴走したキルルを一言で鎮圧・無力化した。潜在的に備わっている能力らしく、仲間の危機にのみ発動し本人が意図して発動しているわけではない。
談合坂SA（だんごーざか えすえー）
原作第165話・アニメ第342話Aパートに登場したケロロの必殺技。決め技となるものが何もなかった（ケロロいわく「割と器用で、なんでもそこそこできて、ほめられて満足して、気がついたら何もなかった」）ケロロのためにケロロ小隊全員で生み出した。左に曲がって回り込むように右へ回る特質を持っており、「よければ必ずあたる技」となっている。談合坂SAとは山梨県に実在するサービスエリアのことである。
原作第194話では新ケロロも使用した。

### 話し言葉の特徴
一人称は基本的に「我輩」。幼少時代およびあの頃時代は「俺」。
だが、真面目になった時やトラウマスイッチが入ったときは「僕」になり、本気になったり感情が高ぶったりすると「俺」か「おいどん」（口調の基本は熊本弁）に、自身が動揺しているときは「俺」に変わることもある。アニメで「ケロロ大尉」になったときには一人称が「私」に、語尾が「である」になった。またアニメ第176話では珍しく幼年時代で一人称が「僕」だった。
古いヤクザ状態になると妙な関西弁を使う。さらに原作で名古屋弁を使ったことがある。原作第69話や原作第124話などで時折、メロドラマの女性のような口調になる時がある。アニメ99話Aパートで「ざます」調になったことがある。
普段は「であります」を語尾に付けて会話することが多い。「我輩」や「であります」といった口調はケロン軍に入って軍曹になってかららしい。また「であります」という口調がたまに「でアリスマ！」という口調になることがある。
誰かを呼ぶ時は「○○殿」が基本であり、例外で小隊隊員を呼ぶときは呼び捨てか君付け、階級をつけて呼ぶ。二人称は「オマエ」や「貴様」などの砕けた言い方をするが、目上の人や初対面の人にはきちんと「あなた」を使う。
何か企むと「ゲ〜ロゲロゲロ…」「ゲロゲロリ」などと鳴き、その際はクルルのように眉間に線が入り黒目も細くなる。また英語の発音には妙なこだわりがあり、「radio（レイディオ）」や「no problem（ノー・プロブレム）」などという風に巻き舌の「r」を強調することがある。「だめだよ」を「ダミダヨ！」、「落ち着いて」を「オチケツオチケツ！」と言う。たまに「オロロ〜ン！」と泣く。
重い物を持ち上げる時は「ヨッケロショ」。クシャミをする時には「ケロックシュンッ!!」とクシャミをする。悲鳴を上げるときは「ハゥアァ〜!!」「キィーヤァー!!」という奇声を上げる。加えて、喜びの声を上げるときは、「ヤッフー！」と言う。出動する際によく「ケロロ、行っきまーす！」と叫ぶ。
なお「ゲロゲロリ」は担当声優の渡辺によるアドリブであり、もともとの台本には「ニヤリ」と表記されていたが、それでは面白みがないということでクルル曹長役の子安武人のアドバイスによって生まれた表現である。

### 人物関係
上述のように根は善人であるため、なんだかんだで回りの人たちからは好意的に見られていることが多く、タママからは「軍曹さん」、モアからは「おじさま」と呼ばれて慕われている。
特に日向冬樹とは「宇宙を超えた友情」で結ばれたパートナーであるほど仲がよく、たまに喧嘩もするがすぐに仲直りする。
幼少時代の幼馴染はギロロ・ドロロ・プルルなどがおり、ギロロとは彼がガキ大将だった頃に出会い、ドロロとは幼年訓練所で転校してきた際に話しかけたことで親しくなった。プルルとの出会いの経緯は不明であるが、幼年時代に彼女に惚れている描写がいくつかある。そんな3人とは今でも友達であり、ギロロのことは小隊で一番付き合いの長い親友同士であると本人が自覚している他、ドロロのことは（彼の心に深い傷を負わせているものの）彼に対して行った多くのいじめに対して罪の意識を感じることもあり、それによってトラウマスイッチが入ることもある。小隊内ではタママ・ギロロとともに3人で行動することが一番多い。
その他にも宇宙人専用の回覧板が回ってきたり、地球潜伏宇宙人友の会に参加したりなど、近所の宇宙人たちとの付き合いも欠かしていない。

### その他のエピソード
- 原作者の吉崎によると、「ケロロ」という名前はケロン星では一般的な名前で、日本における「一郎」や「太郎」のようなものだとのこと[32]。
- また吉崎は、彼の魅力の一つとして無表情であることを挙げている[33]。
- 宇多田ヒカルの1stアルバムとApple製のMacintoshの当時流行していたiMac（iMac G3）を持っている。しかしそのiMacのカラーを「グリーン」と言ってしまう（現実にはこのカラーリングは「ライム」にあたるが、モアが使用していたiMacは「ピンク」などとは言われずにきちんと「ストロベリー」と解説されていた）。また、クリスマスについて調べた際に初期の「iBook」（iBook G3）も使用したこともある。なお、アニメ版ではスタート当初から「iMac G4」がケロロのパソコンとして登場している（OSは「MacOS」に酷似した「K66OS」を搭載している）。
- 一度だけNTTDoCoMoのSH903iTVが出てきた（原作14巻の時点では発表はされていたが、発売はされていない。また、超劇場版2で夏美も使用している。ただし発売はされているが色は当時未発売のピンクでピンクは3ヶ月後の6月にリリースされた）。
- ハッスル関連
  - 2007年11月25日のハッスルに参戦。対戦相手は川田利明であったが、彼がこれを拒否したため代わりにスコット・ノートンと対決、5分43秒パワースラムで負けて初黒星であった。その試合終了後、大晦日の参戦表明をした。この対戦時の会場で、アニメ版の声優である渡辺久美子が動きにあわせて直接声を当てている（渡辺は大のプロレスファンで、自身のブログにてかなりうれしかったと語っている）。『どハッスル!!』で「親が子供にケロロの被り物を被せようとしたら拒否した子供」が「第1回ハッスル大賞授賞式典」で受賞および紹介されたが、親とその子供本人はスタッフ側が調査しても見つからなかったため、次点の川田利明が代わりに受賞となった。
  - 2007年12月31日ハッスル第2戦では、猛毒コブラ男爵と戦うため、クルルに開発された新スーツを着用させたが、今回のスーツでは太ったスーツを使ったりし、不自然であった。なお、試合は網袋を使ってプレスで初白星を勝ち取った。
  - 2008年1月13日ハッスル第3戦では、昨年11月25日の時のスーツに戻り、ハッスル仮面イエローと組んで、赤鬼蜘蛛改め赤福蜘蛛と青鬼蜘蛛と戦い、「4分2秒スペシャルケロロアタック」で勝利した。
- アニメ『らき☆すた』第13話における第14話の次回予告で、タママ・ギロロともに出演した。
- バンダイナムコ製作ゲーム『テイルズ オブ ヴェスペリア』関連。当該記事も参照。
  - ゲーム『テイルズ オブ ヴェスペリア』がPlayStation 3に移植される際、追加要素としてケロロのコスチュームが有料配信された（これは渡辺久美子がコスチュームを着るカロル・カペルの声優をしているためであり、戦闘中は言葉使いがケロロになる）。なお、この状態でパティ・フルールと一緒に戦闘をさせるとパティが勝利台詞でボケガエルと呼んで来たり、その他の夏美と同じ台詞（「言い返せない自分に腹が立つわ」など）を夏美の口調で喋ることがある（パティの声は夏美役の斎藤千和）。
  - 『ケロロRPG 騎士と武者と伝説の海賊』では予約特典のクリアファイルにカロルと共演しているイラストがある（これもケロロの声優・渡辺久美子がカロルを演じていたため）。占い師から「名前をケロル・カペルに変えた方がいい」と言われている（これもカロルと共通している）。また、ある条件を満たすとケロロがカロルの技を覚える。
- 2010年3月7日には、『超劇場版ケロロ軍曹 誕生!究極ケロロ 奇跡の時空島であります!!』の主題歌（「ケロパック」）を担当した平原綾香のラジオ番組森永乳業presents 平原綾香のヒーリング・ヴィーナス（TOKYO-FM）に出演した[34]。
- 元々本作が各社作品のパロディ中心のオマージュ作であることにより、逆に本作関連製作会社と無関係の会社による本作をネタにした作品もいくつかある。下記は一例である。
  - 韓国ドラマ『思いっきりハイキック！』の主人公イ・ミノ、イ・ユノ兄弟の自宅の部屋の棚にケロロのぬいぐるみが登場している。
  - フジテレビのドラマ『電車男』でも主人公電車男がケロロファンとの設定のため、様々な形で頻繁に登場する。
- 『けものフレンズ（NEXON版）』とのコラボレーションにて、アニマルガールとなったケロロが登場[35]。声優は伊藤かな恵が担当する。
- 上記のコラボから約8年後、『けものフレンズ3』にて再びコラボ実施。アリサ＝サザンクロスとともにアニマルガールとなって登場。NEXON版と異なり、声優はアニメ版と同じ渡辺久美子が担当している。また、デザインもNEXON版と異なる。また、必殺技となる「けものミラクル」では「談合坂SA」を披露している。ただし、原作とは違い、（ゲームの仕様上）必ず当たる技となっている。

## コスプレ・変身
あの頃ケロロ
原作第7話・アニメ第4話Bパートで初登場。湿度が非常に高いところで体中に光沢（つや）が出た際のケロロ。「あの頃」とは、ケロン星にいた頃のことである。戦闘力および知能などは通常の3倍で、原作では耳打ち（その内容はあまりにも危険なために非公開。冬樹に質問された時の返答では発禁を示唆した）だけで夏美を倒した。アニメでは「キンキンケロン波」なる幻の技を使える。一人称も「我輩」から「俺」に変わる。
初登場時はあまりのケロロのやる気の無さをギロロが地球の乾いた気候によるものと推測し、ケロロが寝ている間に大量の加湿器でケロン星に近い環境にしたことで「あの頃ケロロ」に成るが、直後に降り出した雨の影響もあり、ケロン星以上の湿度になったことで、ケロロの体質の影響で湿度に酔った状態となった。
しかし「あの頃ケロロ」はいわば暴走状態でありこの状態が続くと生体反応が強くなり、敵性宇宙人など（アニメでは主にニョロロ）に発見されやすくなるため非常に危険である。
原作では1回日向家で暴走して以来、梅雨時には頭に透明なポットのような機械（馬力規制〈リミッター〉）が取り付けられ暴走を防止している（第74話）。アニメでは除湿クリーム（「ニペアクリーム」）を塗れば湿気を回避できるがケロロは「除湿クリームが肌に合わない」「肌の艶が無くなってしまう」という理由で塗るのを拒んでいる。
「あの頃ケロロ」でも本気で怒った冬樹にはかなわない。また台風が上陸した場合や調子に乗ってキレた場合でも“あの頃ケロロ”状態になることがある。
暴走状態になる湿度の限界値は不明だが、アニメでは湿度99.9%において暴走せずに「あの頃」と同等の能力を発揮でき、頭脳も活性化する。
ケロロ大尉
アニメ第102話-第103話で登場。ガルル小隊によって記憶を消され、彼らに操られ、幼少期のような外見に戻されたケロロ。原作については#別個体を参照。詳細はクローンケロロ/ケロロ大尉の項を参照。
ケロロ将軍
アニメ第55話Bパート・第59話Bパート・第92話・第186話で登場。第59話ではガンプラ工場を守るために「武装・烈火」の掛け声と共に巻物と桜が舞う中、鎧兜を装着してこの姿になった（同様の変化をドロロも行ったことがある。ネタ的にはドロロがオリジナル近接）。兜が脱げると駄々っ子のようになるが、被り直した途端に威勢がよくなるという二重人格的キャラクターになっていた。
設定については、本作品が小学館漫画賞を受賞した際の誤植に由来する。なお、武士をモチーフとした作品には「武者ケロ」もあるが、そちらに登場する武者ケロロとは別物である。
ケロロドラゴン
『超劇場版ケロロ軍曹 撃侵ドラゴンウォリアーズであります!』において「竜の書」の力を受けドラゴンの姿となったケロロ。外見上は元の姿と同様の腹部のケロンスターが特徴。暴走する他の4人を止めるべく自ら申し出てドラゴン化したが、自身も暴走してしまった。
ケロンスターの形をした防御結界を展開することができ、他の4人が変身したドラゴンを相手に速攻で倒すことができる戦闘能力を持つ。
劇場版の続編であるアニメ第356話Aパートでは、クルルにより修復された「竜の書」とテララ、そして前回変身した時の残留エネルギーにより小隊全員で再度変身。ケロン本星を襲う疑似生命体の大群と戦った。
地球人スーツ / ペコポン人スーツ
地球人に擬態するためのスーツ。首から下だけが地球人頭身の体になっており、空洞となっている頭部に収まることで自由に操作する。ただし顔の部分は周囲にはそのまま認識されるため、相手が違和感を持った場合は「マスクを被っている」としてごまかしている。様々な用途に合わせ複数存在し、ケロロに限らず、小隊メンバー全員が使用する。製作者はmk-Iはタママ、II以降はクルル。

## クローン・別個体
クローンケロロ
原作第83話-第84話で登場。ガルル小隊によって作られたケロロのクローン。記憶を消され、幼少期のような外見に戻されている。
ダークケロロ
『超劇場版ケロロ軍曹3 ケロロ対ケロロ天空大決戦であります！』で登場。第三のキルルが生み出した。